# 罗安达
8°50′18″S 13°14′04″E / 8.83833°S 13.23444°E
罗安达，或译羅安達、卢安达，位于安哥拉西部大西洋沿岸，是该国首都和第一大城市，也是重要的港口和全國政治、文化、經濟和交通的中心。
羅安達是安哥拉的首都，是瀕臨大西洋海岸中段的一座歐洲式港口城市，具有濃厚的葡萄牙風味。它位於撒哈拉以南，是歐洲移民最早在安哥拉境內所建立的城市，市內有鐵路通往马兰热。
经过内战后的重建，该市开始建起较为现代的商业大楼、酒店等现代化设施；但是城区建筑布局较为混乱，交通极为拥堵。

## 歷史

### 葡萄牙統治時期

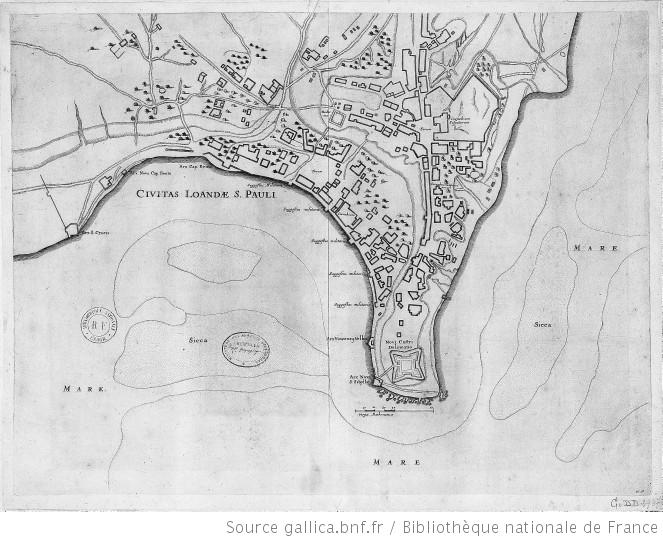
1700年代的羅安達地圖

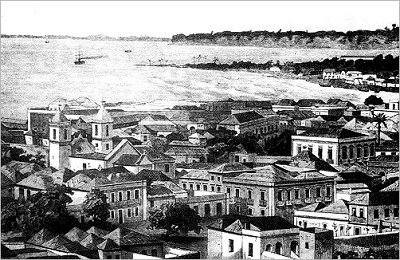
1883年的羅安達市中心

葡萄牙探險家保羅·迪亞士·德·諾發伊斯在1576年1月25日發現了羅安達，遂命名此地為“São Paulo da Assumpção de Loanda”，並有數百個海員和移民家庭定居到此。1618年，葡萄牙人建立了名為“Fortaleza São Pedro da Barra”的堡壘，後來在1634年建造了聖米格爾堡，1765年至1766年間建立了Forte de São Francisco do Penedo。其中圣米格爾堡還保存甚好。
1550年至1836年之間的大部分時間，羅安達都是葡萄牙向巴西奴隸貿易的橋頭堡，大批商人從中獲益。只有在1640年到1648年的短暫幾年中處於荷蘭人的管理下，這段時期羅安達被稱作艾倫堡（Fort Aardenburgh）。
17世紀時，姆班加拉人代替安本杜人成為奴隸的主要提供者，1750年代每年都有五千至一萬奴隸在羅安達市場上銷售。
1889年，安哥拉總督埃梅內希多·卡佩羅建造了給城市輸水的水槽，為羅安達的迅速發展製造了有利條件。像其他葡屬安哥拉地區一樣，羅安達並沒有受到葡萄牙殖民地戰爭的影響，因此羅安達在這段時期的發展極快。在葡萄牙新國家時期，羅安達都會人口從1940年時61,208人、且14.6%是白人，上升至1970年的475,328人、且有26.3%為歐洲人，另有50,000人為混血。

### 獨立
安哥拉在安哥拉獨立戰爭中脫離葡萄牙獨立，國家由外族（葡萄牙人）統治的狀況也從此不復存在。1974年，葡萄牙里斯本爆發康乃馨革命，再加上後來發生於1975年至2002年間的安哥拉內戰，大多數葡萄牙人都離開了羅安達。這導致了當地居民因缺乏管理城市經驗而使得城市陷入混亂，一支古巴軍隊被派往羅安達以支持安哥拉人民解放運動，并提供了大量技術工人。然而由於長期內戰，羅安達貧民窟的數量也逐年增長，而社會不公也成了很嚴重的問題。2002年內戰停止後，通過出口石油和鑽石，經濟開始復甦，羅安達的大規模重建工作隨之開始。

## 地理

### 人文

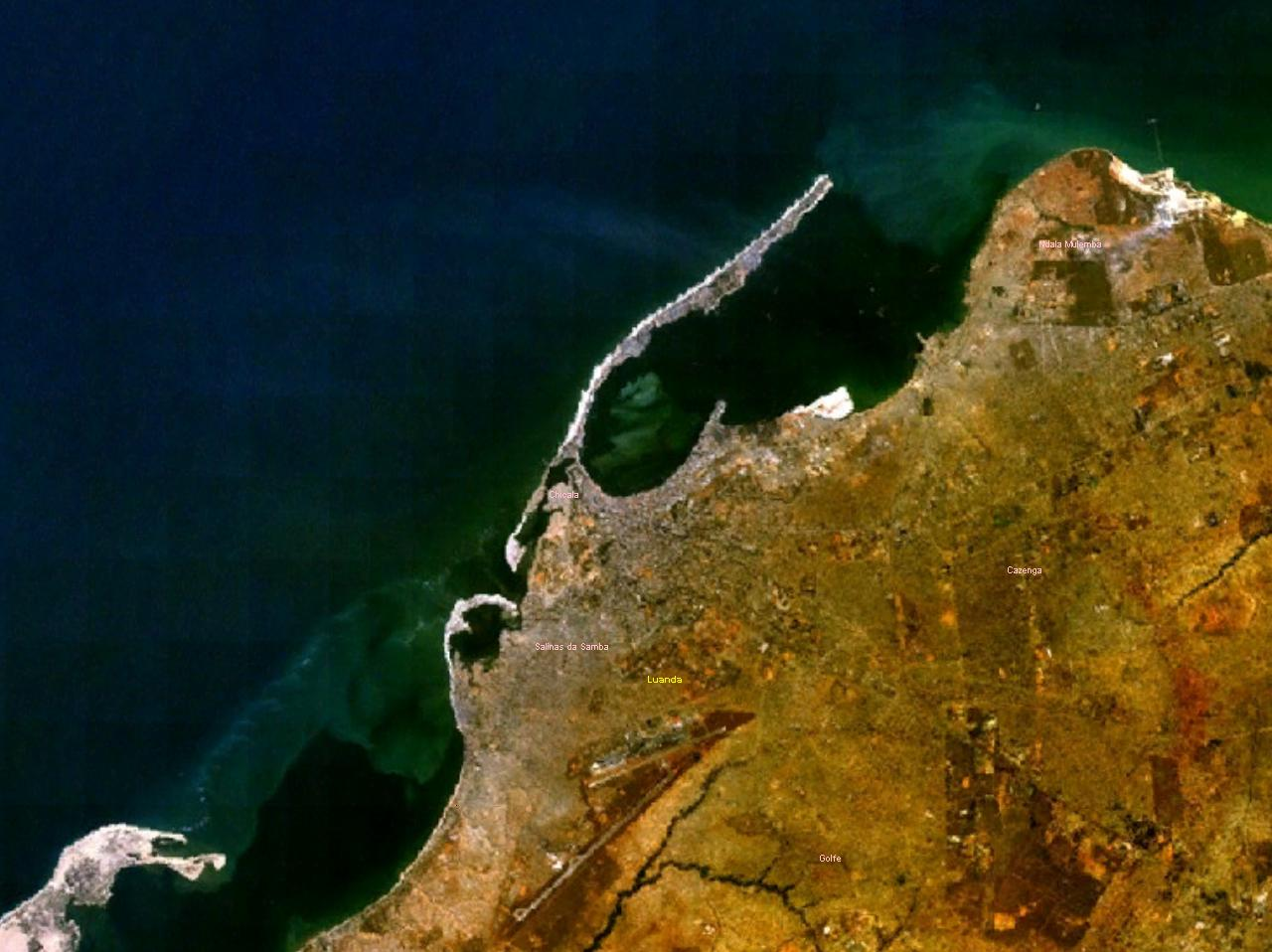
羅安達航拍圖

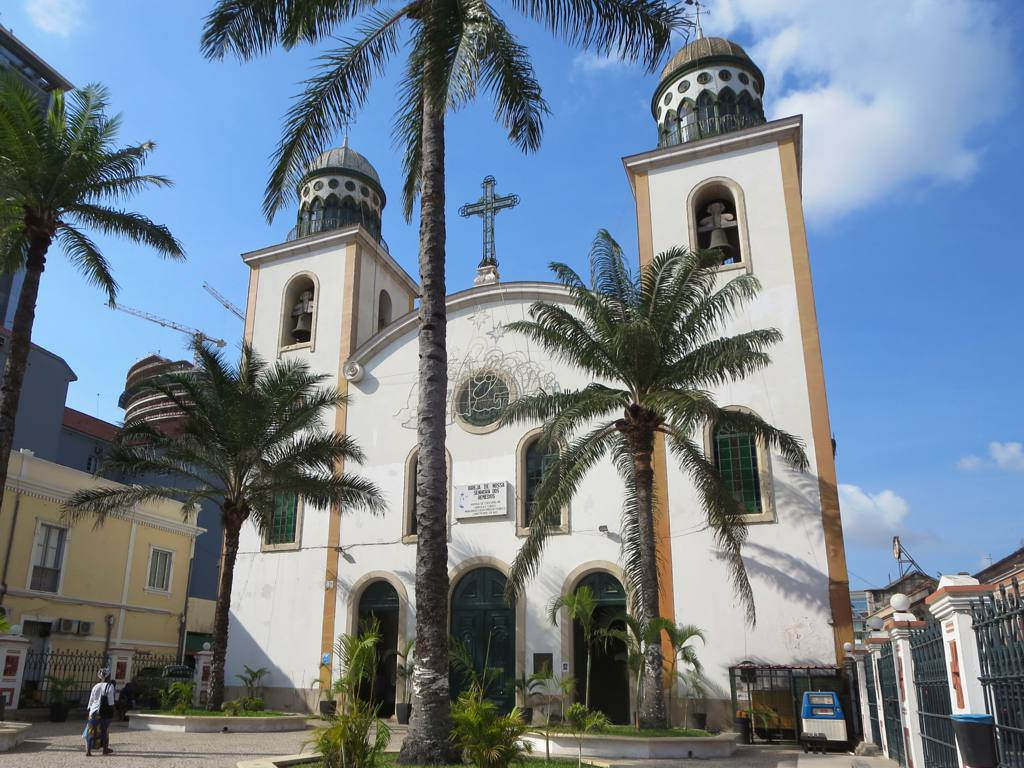
羅安達大教堂

羅安達是羅安達省的七個自治市之一，可以分為老城區“Baixa de Luanda”和新城區“Cidade Alta”，老城區靠近羅安達港，充滿狹窄的街道和舊式殖民地建築 。但一些現代化的建築也開始出現，2012年還開始了衛星城南羅安達（Luanda Sul）的建造。
羅安達屬於天主教羅安達總教區所轄，有一位羅馬天主教大主教，而當地也有教會創辦的大學安哥拉天主教大學。公立大學則為阿戈什蒂紐内圖大學。安哥拉的主要體育場城堡體育場也位於羅安達，該體育場可容納六萬人。

### 氣候
羅安達處於半乾旱氣候區（柯本氣候分類法：BSh），由於本吉拉寒流的影響，常年氣候炎熱乾旱。六月到十月間夜間有頻繁大霧，而氣溫也因此難以下降。羅安達的年降雨量為323（12.7英寸），但可變性居全球前列。其觀測記錄自1858年開始，較低值有1958年的55（2.2英寸），較高值則有1916年的851（33.5英寸）。三月至四月間為短暫的雨季，受強弱不同的本吉拉寒流影響，降雨量之間的差距可達六倍。
| 羅安達                                               | 羅安達      | 羅安達      | 羅安達      | 羅安達       | 羅安達      | 羅安達      | 羅安達      | 羅安達      | 羅安達      | 羅安達      | 羅安達      | 羅安達      | 羅安達        |
| 月份                                                 | 1月         | 2月         | 3月         | 4月          | 5月         | 6月         | 7月         | 8月         | 9月         | 10月        | 11月        | 12月        | 全年          |
| ---------------------------------------------------- | ----------- | ----------- | ----------- | ------------ | ----------- | ----------- | ----------- | ----------- | ----------- | ----------- | ----------- | ----------- | ------------- |
| 历史最高温 °C（°F）                                  | 32.8 (91.0) | 35.0 (95.0) | 35.0 (95.0) | 34.4 (93.9)  | 36.1 (97.0) | 31.7 (89.1) | 29.4 (84.9) | 28.3 (82.9) | 28.9 (84.0) | 31.7 (89.1) | 36.7 (98.1) | 34.4 (93.9) | 36.7 (98.1)   |
| 平均高温 °C（°F）                                    | 28.3 (82.9) | 29.4 (84.9) | 30.0 (86.0) | 29.4 (84.9)  | 27.8 (82.0) | 25.0 (77.0) | 23.3 (73.9) | 23.3 (73.9) | 24.4 (75.9) | 26.1 (79.0) | 27.8 (82.0) | 28.3 (82.9) | 26.9 (80.4)   |
| 日均气温 °C（°F）                                    | 25.8 (78.4) | 26.7 (80.1) | 27.0 (80.6) | 26.7 (80.1)  | 25.3 (77.5) | 22.5 (72.5) | 20.8 (69.4) | 20.6 (69.1) | 21.9 (71.4) | 23.9 (75.0) | 25.3 (77.5) | 25.8 (78.4) | 24.4 (75.9)   |
| 平均低温 °C（°F）                                    | 23.3 (73.9) | 23.9 (75.0) | 23.9 (75.0) | 23.9 (75.0)  | 22.8 (73.0) | 20.0 (68.0) | 18.3 (64.9) | 17.8 (64.0) | 19.4 (66.9) | 21.7 (71.1) | 22.8 (73.0) | 23.3 (73.9) | 21.8 (71.2)   |
| 历史最低温 °C（°F）                                  | 20.6 (69.1) | 21.1 (70.0) | 21.1 (70.0) | 21.1 (70.0)  | 17.8 (64.0) | 15.0 (59.0) | 14.4 (57.9) | 14.4 (57.9) | 16.7 (62.1) | 18.3 (64.9) | 20.0 (68.0) | 19.4 (66.9) | 14.4 (57.9)   |
| 平均降水量 mm（）                                    | 25.4 (1.00) | 35.6 (1.40) | 76.2 (3.00) | 116.8 (4.60) | 12.7 (0.50) | 1.3 (0.05)  | 0.0 (0.0)   | 1.3 (0.05)  | 2.5 (0.10)  | 5.1 (0.20)  | 27.9 (1.10) | 20.3 (0.80) | 325.1 (12.80) |
| 平均降水天数（≥ 0.1 mm）                             | 3           | 3           | 6           | 8            | 2           | 0           | 0           | 0           | 1           | 2           | 4           | 3           | 32            |
| 平均相對濕度（％）                                   | 77.5        | 75.5        | 77.0        | 79.5         | 79.5        | 78.5        | 79.5        | 81.0        | 80.0        | 79.0        | 78.0        | 77.0        | 78.5          |
| 月均日照時數                                         | 217         | 198         | 217         | 180          | 217         | 210         | 155         | 155         | 150         | 155         | 180         | 186         | 2,220         |
| 来源1：Sistema de Clasificación Bioclimática Mundial |             |             |             |              |             |             |             |             |             |             |             |             |               |
| 来源2：BBC Weather                                   |             |             |             |              |             |             |             |             |             |             |             |             |               |

## 人口
羅安達以非洲人居多，主要是安本杜人、奧文本杜人和巴剛果人。官方的和最廣泛使用的語言是葡萄牙語，此外數個班圖語支的語言，例如金邦杜語、姆班杜語和剛果語，也比較流行。羅安達也有一定數量的歐洲人，例如葡萄牙人就有約120,000，此外巴西人和拉丁美洲人也有一些。在20世紀末，華人社區開始形成，南非等非洲國家也有一定量的移民到此。2000年代中期，因為葡萄牙經濟危機，移民至此的葡萄牙人開始增多。
因為羅安達相對其他城市較為安全，本國人也會移民至此。但實際上除去以移民為主的都市中心，羅安達其他地區的犯罪率近年正在上升。

## 經濟

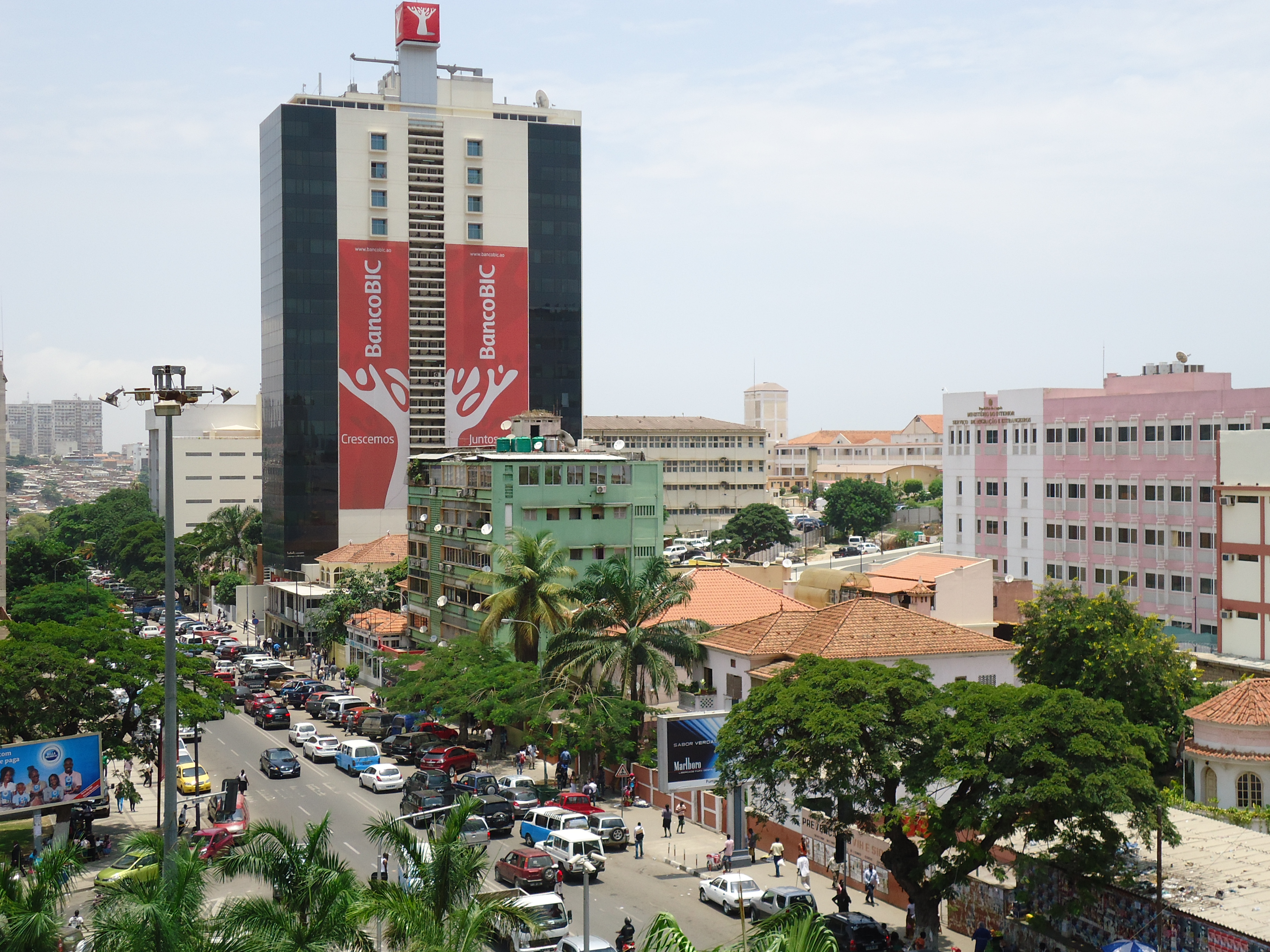
羅安達的BIC銀行大樓，城中的許多企業都是因為石油業發達而派生的

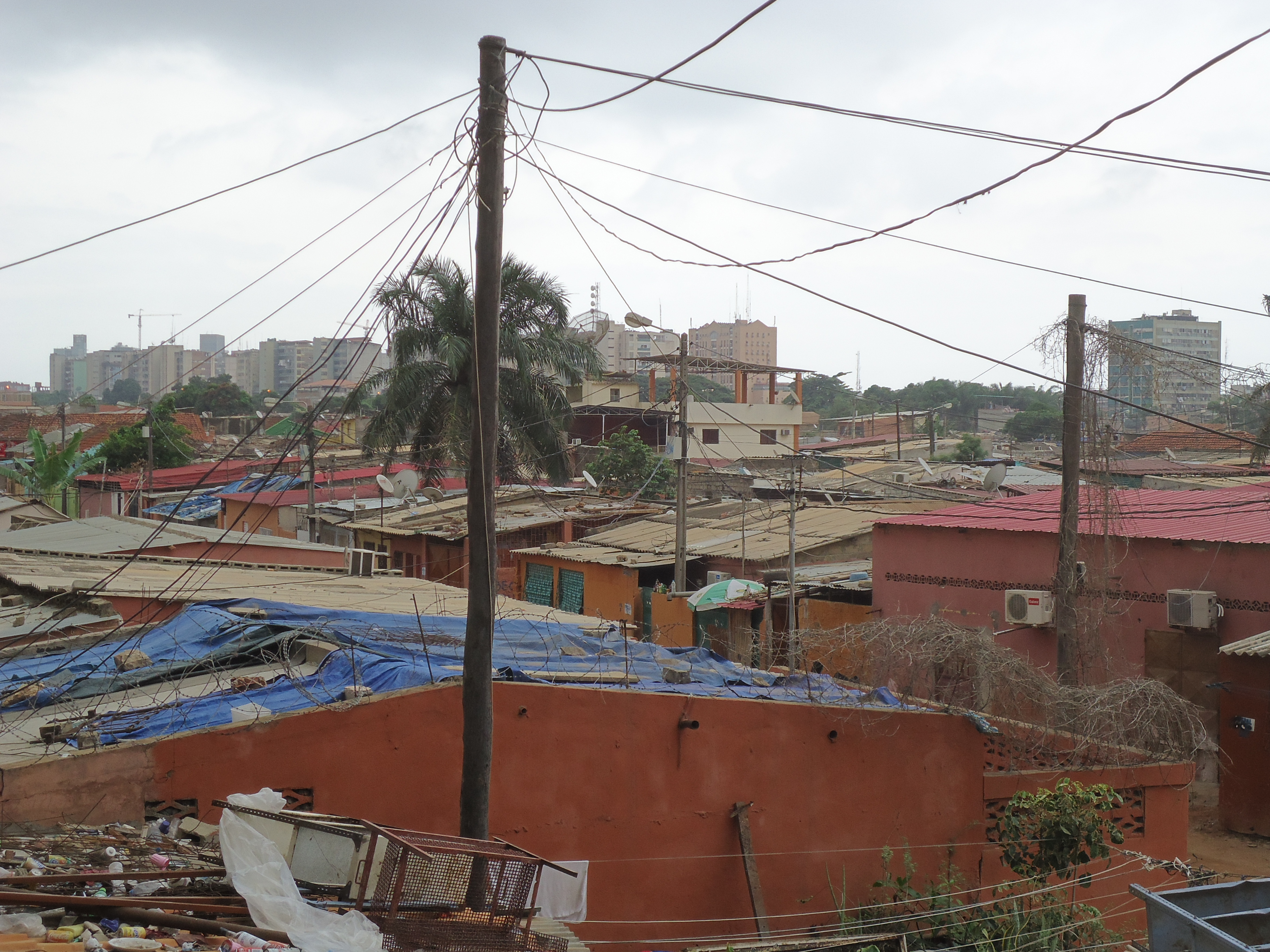
羅安達的貧民區

大約三分之一的安哥拉人都生活在羅安達，其中53%處於貧困線之下，因而大多數人的生活條件也很差，電力和水資源依舊短缺，交通狀況也堪憂。而另一方面，少數富有者卻建造了很多奢華的建築。對外國人來說，羅安達是世界上生活費用最昂貴城市之一。
2014年3月採用新的進口關稅，而物價更是飛漲。半升香草冰激凌的價格可達31美元，實際上，從蒜到汽車價格無一不高。雖然初衷是保護本地工業和農業，但實際上這種高關稅只造成了人民生活困苦。
製造業主要生產便利食品、飲料、織物和衣物、水泥的等建築材料、塑料產品、金屬器皿、香煙等。羅安達有石油精煉廠，雖然石油工廠在內戰中受到破壞，石油業從業人員工資仍然高達平均工資的20倍，為5400美元。羅安達港是天然港，主要在此出口咖啡、棉花、糖、鑽石、鐵和鹽等，隨著經濟發展，建築業日益興隆。

## 交通
羅安達是羅安達鐵路的起始點，這條鐵路通往東部的馬蘭哲。內戰期間鐵路被毀，但現在經過修復已經可以重新通往馬蘭哲了。不同於鐵路，羅安達的公路較為破敗，政府正在修繕中。
羅安達的主要機場為二月四日國際機場，此機場也是安哥拉最大的機場。新的國際機場安哥拉國際機場的第一期工程已在2010年完工，本来預計2015/2016年即可交付使用，但因資金糾紛而延期至2020年左右。羅安達港是安哥拉最大的港口，大部分的進出進口貿易都在此完成，其規模也在擴大。

## 外部連結
- Portal da Cidade de Luanda
- www.cidadeluanda.com - Luanda, city map, History, Photos